# Кристофер Маркус и Стивен Макфили
Кри́стофер Ма́ркус (англ. Christopher Markus) и Сти́вен Макфи́ли (англ. Stephen McFeely) — американский дуэт сценаристов и продюсеров. Они известны по своей работе над Кинематографической вселенной Marvel: они написали сценарии к трём фильмам про Капитана Америка («Первый мститель», «Другая война» и «Противостояние»), к фильмам «Тор 2: Царство тьмы», «Мстители: Война бесконечности» и к фильму «Мстители: Финал» они являются создателями сериала «Агент Картер». Они также авторы сценариев кинофраншизы «Хроники Нарнии».
Их сценарным дебютом стал фильм 2004 года «Жизнь и смерть Питера Селлерса», за который они получили премию «Эмми» за лучший сценарий мини-сериала, фильма или драматической программы. Они также написали сценарии к фильмам «Убей меня» и «Кровью и потом: Анаболики».

## Фильмография
| Год  | Название                                       | Ориг. название                                                 | Примечания            |
| ---- | ---------------------------------------------- | -------------------------------------------------------------- | --------------------- |
| 2004 | Жизнь и смерть Питера Селлерса                 | The Life and Death of Peter Sellers                            |                       |
| 2005 | Хроники Нарнии: Лев, колдунья и волшебный шкаф | The Chronicles of Narnia: The Lion, the Witch and the Wardrobe |                       |
| 2007 | Убей меня                                      | You Kill Me                                                    |                       |
| 2008 | Хроники Нарнии: Принц Каспиан                  | The Chronicles of Narnia: Prince Caspian                       |                       |
| 2010 | Хроники Нарнии: Покоритель зари                | The Chronicles of Narnia: The Voyage of the Dawn Treader       |                       |
| 2011 | Первый мститель                                | Captain America: The First Avenger                             |                       |
| 2013 | Кровью и потом: Анаболики                      | Pain & Gain                                                    |                       |
| 2013 | Тор 2: Царство тьмы                            | Thor: The Dark World                                           |                       |
| 2014 | Первый мститель: Другая война                  | Captain America: The Winter Soldier                            |                       |
| 2016 | Первый мститель: Противостояние                | Captain America: Civil War                                     |                       |
| 2018 | Мстители: Война бесконечности                  | Avengers: Infinity War                                         |                       |
| 2019 | Мстители: Финал                                | Avengers: Endgame                                              |                       |
| 2024 | Электрический штат                             | The Electric State                                             |                       |
| 2026 | Мстители: Судный день                          | Avengers: Doomsday                                             | только Стивен Макфили |
| 2027 | Мстители: Секретные войны                      | Avengers: Secret Wars                                          | только Стивен Макфили |

### Телевидение
- Агент Картер / Agent Carter (создатели, сценаристы, продюсеры) (2015)